# Sauteuse
Pour les articles homonymes, voir Sauteuse (homonymie).

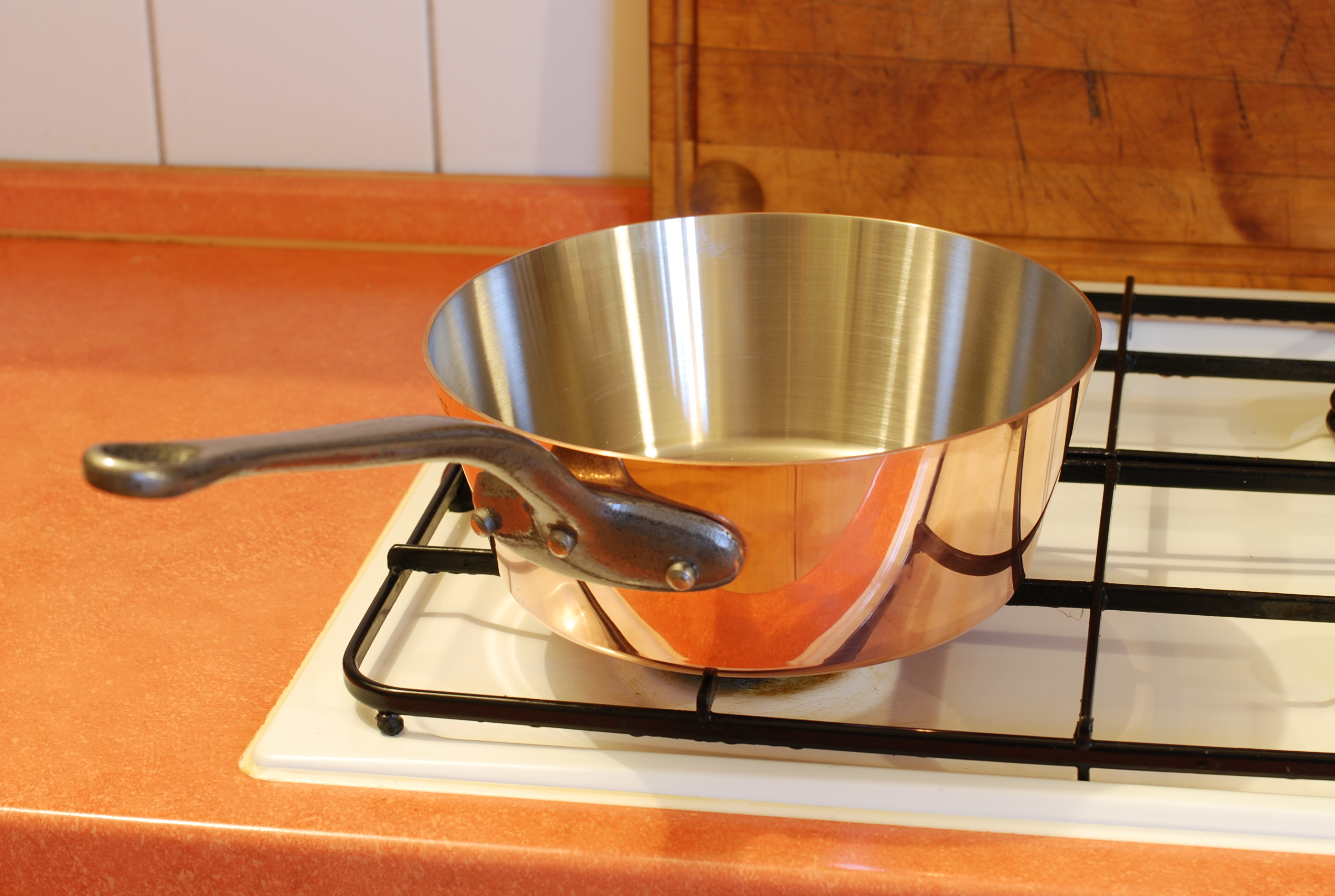
Sauteuse évasée en cuivre.

La sauteuse est un ustensile de cuisine à mi-chemin entre la poêle et la casserole : il s'agit en quelque sorte d'une poêle aux bords un peu hauts ou d'une casserole aux bords peu hauts partant en s'évasant. Elle ne doit pas être confondue avec le sautoir, qui a les bords droits.
Elle est en  cuivre étamé, fonte émaillée,  aluminium, inox ou plus récemment en céramique et titane. 